# أحمد خيري بيك
أحمد خيري بيك (1907 - 1967) هو مؤرخ ومحقِّق وشاعر وأديب مصري.

## حياتة
ولد أحمد خيري بك ابن أحمد خيري باشا ابن السيد بن يوسف البُهُوتيّ مَحْتدًا، الحُسَيْنِيّ نسبًا، الحنفيّ مذهبًا، المَاْتُريديّ معتقدًا، الخلوتيّ مشربًا في الإسكندرية بحي محرم بك سنة 1324هـ - 1907م، ونشأ بالقاهرة تحت رعاية والده الذي كان ناظر ومدير الأوقاف الخصوصية الخديوية، ولمَّا بلغ الحادية عشرة من عمره ذَاق مرارة اليتم بوفاة أمه. وتلقى تعليمه النظامي في المدارس الرسمية حتى انتهى الصف الثانوي الأخير، ثم توفي والده سنة 1343هـ =1924م فانتقل إلى «روضة خيري باشا» في البحيرة، لإدارة أملاكه.
وفي الريف حظي بكل مسرَّاته من صفاء جوٍّ، وطبيعة خضراء، فانصرف إلى المطالعة والدراسة، وأتمَّ حفظ القرآن الكريم، ومال إلى علوم اللغة والأدب، وقرض الشعر، وألمَّ بشيءٍ من الإنكليزية والفرنسية والتركية والإيطالية والسودانية البربرية. أحمد بن خيري باشا بن يوسف الحُسَيْني تعلم بالقاهرة إلى نهاية المرحلة الثانوية. وتوفي والده فانتقل إلى روضة خيري باشا (في البحيرة) لإدارة أملاكه. وعكف على المطالعة، وحفظ القرآن الكريم. وألم بشئ من الإنكليزية والفرنسية والتركية والإيطالية والسودانية البربرية. وأنشأ في قريته (روضة خيري) مكتبة قدرت بسبعة وعشرين ألف مجلد، بها مجموعة حسنة من المخطوطات ووقفها للمطالعين فاتفق مع وزارة الثقافة بمصر على ان تقيم لها دارا في مكانها. وتوفي ودفن بروضة خيري. وكان أريحيا، معوانا على الخير.

## اعماله
- له ستة دواوين هي - في جملتها - مطوّلات شعرية، وهي: ديوان «ذكريات»: مطولة في تمجيد الأتراك - مطبعة السعادة - القاهرة (د. ت)، و«قصيدة الأزهر» - مطولة من 237 بيتا - مطبعة السعادة. القاهرة (د. ت)، و«دالية الحسن» - دون ذكر المطبعة - القاهرة (د. ت)، و«القصائد السبع النبوية في مدح خير البرية» - دار السعادة، القاهرة 1369هـ - 1949م، «المدائح الحسينية» - مطبعة الاعتماد - القاهرة 1371هـ - 1951م، و«فوائد قرآنية» - دار السعادة - القاهرة (د. ت).

## مؤلفاتة
له تآليف أكثرها رسائل، وأكبرها (وفيات المشهورين ) أربعة اجزاء، سجل بها الوفيات من سنة 1366 هـ (1947 م) إلى قرب وفاته. والمطبوع من كتبه (قصيدة الأزهر) نظما وشرحا، و (إزالة الشبهات) في شرح بيتين لابن عربي، في وحدة الوجود، و (القصائد السبع النبويّة) و (المدائح الحسينية) و (فوائد قرآنية) أما المخطوط من تآليفه، فمنه (ديوان أحمد خيري) منظوماته و (إكمال معاني الطرب بتذييل جمهرة أشعار العرب) و (القول المبين في ذكر من دخل السجن من سراة المصريين) و (الدراري الدرية في بعض خطط الإسكندرية) و (الإفادة الجلية بالمتشابه من أسماء القرى المصرية) و (مذكراتي الخاصة سنة 1353 - 1362) .

## الوفاة
وتوفي ودفن بروضة خيري. محافظة البحيرة سنة 1967م